# Shurei
Shurei（しゅうれい）は、日本のマジシャン、イリュージョニスト。福島県福島市出身。血液型B型。

## 来歴・人物
- 5歳の頃、テレビでイギリスのマジシャン、アリボンゴのマジックを見たのがきっかけでマジックに興味を持ち、マジシャンを志す。
- 1988年5月、イギリスBBCテレビ『THE BEST OF MAGIC』に出演してプロデビューを果たし、引田天功 (2代目)に師事。以降、引田天功 (2代目)の海外公演に多数参加。
- 1993年、横浜で開催された『インターナショナル・マジック・ユニバーシアード』にてグランプリを獲得。日本奇術協会「優秀演技賞」「ベストスライハンド賞」も受賞。その後、Shureiとして独立。アメリカで幅広いマジックとエンターテイナーの知識を勉強し、近年では新感覚イリュージョンショー「WonderIllusion（ワンダーイリュージョン）」を展開し、企業イベント、ホテル、テーマパーク、豪華客船等を中心に活動中。特に豪華客船では1990年代から関わり、クルーズ船イリュージョンショーの先駆者ともなっている。また、ミュージカル、コンサート、CM等、イリュージョン演出も幅広く手掛け「ハイパーイリュージョンクリエイター」としての顔も持つ。そのスタイリッシュなショースタイルから、世界のVIPやマジシャン業界関係者にも支持される日本でも数少ないイリュージョニストの一人である[1]。
- 2013年3月2日、『第16回東京ガールズコレクション』にマジシャンとして史上初の出演を果たした。
- 2020年のコロナ禍では、感染対策に特化した新時代型マジックファンタジー『マジク・ドゥ・ビザール』を展開。日本初のPICS（プレイ・インフェクション・コントロール・システム）で、医師、感染症の専門家監修の元、エンターテイメントの世界観を壊さない感染対策システムを導入したショーを全国規模で行っている[2]。

## 受賞歴
- 1989年　東日本芸能芸術文化祭　入賞
- 1993年　世界マジックユニバーシアード　グランプリ
- 1993年　日本奇術協会　優秀演技賞、ベストスライハンド賞

## 主な出演・コーディネート

### イベント・マジックショー
- アメリカ「マジックキャッスル」（1989年6月）
- アメリカ「マテル社・レセプションイベント」（1989年6月）
- シンガポール・マレーシア「サウスアジアツアー」（1990年7月）
- アメリカ「ラジオシティ・ミュージックホール」（1991年4月）
- 歌舞伎座「歌舞伎座特別公演」（1988年8月）
- スパリゾートハワイアンズ「トロピカルイリュージョン」（1998年7月）
- にっぽん丸・ふじ丸「クルーズメインショー」（1998年9月）
- 横浜「BMWプラチナパーティー」（1999年9月）
- 青山学院大学「青山祭」（1999年10月）
- 東京国際フォーラム「日本ロレアルプレスショー」（2000年3月）
- 帝国ホテル「テレビ朝日レセプションショー」（2000年4月）
- 福島県須賀川市「うつくしま未来博メインショー」（2001年8月）
- 東京ジョイポリス（2004年～2006年）
- 東京ベイ東急ホテルディナーショー（2004年8月）
- 鹿児島県霧島市「霧島いわさきホテル ホール長期公演」（2004年8月）
- ナンジャタウン「オリジナルミュージカル長期公演」（2005年7月）
- 愛・地球博「日立グループセレモニーショー」（2005年8月）
- 日本橋ロイヤルパークホテル「ディナーショー＆クリスマスイベント」（2005年～2014年）
- ぱしふぃっくびいなす「メインショー」（2009年4月）
- スペース・ゼロ「全労災エールフェスタ」（2012年10月）
- 第16回東京ガールズコレクション（2013年3月）
- 幕張メッセ「ペトロナスプレスショー」（2014年4月）
- フォレスト・イン昭和館「ディナーショー」（2014年8月）
- 品川プリンスホテル「クラリオン創立75周年レセプションイベント」（2014年12月）
- バンダイナムコエンターテインメント「新社屋レセプションイベント」（2016年2月）
- 飛鳥II「クラブツーリズムクルーズメインショー」（2019年12月）
- 福島キョウワグループ・テルサホール・他「Shurei&マギー司郎・マジックショータイムツアー公演」（2022年11月～）
- イタリア船MSCベリッシマ「JTB グアムサイパン・カウントダウンクルーズ・メインショー」（2023年12月）

### コーディネート
- 三越劇場「ミュージカル白鳥の湖」（1997年8月）
- 中野サンプラザ「ロックオペラ　ハムレット」（1998年6月）
- スパリゾートハワイアンズ「ワールドマジックホール」（1999年～2011年）
- 東京国際フォーラム「大地真央グランドショウ　MAny moons ag0 III」（2001年12月）
- 新宿コマ劇場・中日劇場・博多座「吉幾三特別公演」（2004年）
- ヴィーナスフォート「倖田來未イリュージョンライブ」（2009年2月1日）[3]。
- 代々木第一体育館・他「Koda Kumi Live Tour 2009 ～TRICK～」（2009年4月～6月）
- 中野zeroホール・ニッショーホール・他「夢グループ・石田社長＆保科有里スーパーイリュージョンショーツアー公演」（2024年5月～）[4]。

### テレビ番組
- イギリス・BBCテレビ「Best Of Magic」（1988年5月）
- アメリカ・NBCテレビ「The World's Greatest Magic」（1991年11月）
- NHK総合テレビ「ヤングマジシャン世界の祭典」（1993年12月）
- NHK総合テレビ「世界のマジシャン大集合」（1994年12月）
- テレビ東京「マジック王国」（2001年8月）
- テレビ東京「朝は楽しく!スマイルサプリメント」（2004年7月）
- NHK教育テレビ「楽しい算数」（2006年4月）
- 日本テレビ「メレンゲの気持ち」（2012年7月）
- 日本テレビ「スッキリ」（2012年11月）
- テレビ東京「所さんの学校では教えてくれないそこんトコロ!」（2017年10月）

### ラジオ番組
- J-WAVE「LOHAS TALK」（2016年9月5日～9月9日）[1]。

### 映画
- 「レフトフライ」（2018年1月）マジシャン役で出演。

### CM
- 吉野家（1995年3月）
- 日本コカ・コーラ（1996年6月）
- 日本ロレアル（2000年3月）

### 雑誌
- DIME（2001年5月）
- saita（2003年3月）
- セゾンexpress（2003年5月）
- Gainer（2003年6月）
- TOKYO★1週間（2004年7月）
- Active English（2005年11月）
- 東京ウォーカー（2006年7月）
- CRUISE（2015年）
- ソトコト（2019年4月）